# 명 (시호)
명(明)은 시호의 일종이다. 《일주서》 〈시법해〉에서는 조림사방(照臨四方), 참소불행(譖訴不行)을 일컫는 말이라 했다.

## 황제 (명황제)
- 한 명제 유장
- 위 명제 조예
- 진 명제 사마소
- 조 명제 석륵
- 대 명제 탁발루
- 유송 명제 유욱
- 남조 명제 소란
- 서량 명제 소귀
- 북주 명제 우문육
- 수 명제 양광
- 당 명제 이융기
- 북송 명제 조정